# 総合的言語
総合的言語（そうごうてきげんご、英: Synthetic language）とは、言語類型論における言語の分類で、単語が複数の形態素から構成される言語をいう。綜合語、構成的言語、統合的言語などともいう。

## 概要
形態素の使用法に基づく分類（屈折語、膠着語など）とは別の分類だが、多くの膠着語（日本語、朝鮮語、アルタイ語族、ウラル語族など）は構成的言語の性質を有し、屈折語の一部（インド・ヨーロッパ語など、接頭辞・接尾辞などを盛んに用いる言語）も構成的言語に数えられる。また一部の抱合語（正確には複総合的言語 Polysynthetic language という：アイヌ語やアメリカ先住民の言語など）では、動詞に多数の形態素が結合して文に相当する内容を表現し、これは総合的言語の極端な場合に当たる。
対立する概念は分析的言語 (Analytic language) といい、単一の形態素からなる単語を語順や独立性の高い助詞・前置詞などの文法機能によって結びつける言語である。これはほぼ孤立語に対応する。
少数総合的言語 (Oligosynthetic language) という概念もベンジャミン・ウォーフによって理論的に提唱されている。これは一部の形態素（数百種まで）のみが総合されて単語の一部になりうる言語であって、ウォーフらはナワトル語がこれに当たると考えたが、異論が多い。

## 単語の構成
単語の構成は派生的構成と関係的構成に分けられる。
派生的構成 (derivational synthesis)
複数の独立形態素（名詞、動詞など）が結合され、あるいはさらに接辞が付加され新たな単語が派生する。例として、日本語では「横並び」、「着替える」、「考えにくい」、「見過ごされがちだ」など、ドイツ語の Luftkissenfahrzeug（←Luft（名詞）-kissen（名詞）-fahr（動詞）-zeug（名詞）：ホバークラフト）、英語の unthinkably （←not-think-possible-(adverb)：考えられないほど）などがある。
関係的構成 (relational synthesis)
語根（語幹）と文法的機能を表示する結合形態素が結合される。接辞を用いる動詞の活用（日本語、英語のほか多くの言語に見られる）や、日本語の「行か-せ-られ-ませ-ん-でし-た」（接尾辞であるが、学校文法では動詞についた助動詞として扱われる）など。

## 例
多くの言語は厳密に総合的・分析的のどちらかに分類できるものではなく、それぞれ総合性の程度が異なる。
中国語は代表的な孤立語（分析的言語）であるが、現代語では複合語が多く、助辞も多く用いられるので、古代中国語にくらべるとやや総合的言語に近づいたといえる。
ゲルマン諸語は総合的な言語であり、ドイツ語では上の例のように特に名詞で総合性が高い。英語も元来総合的言語であるが、語順や前置詞、助動詞が文法機能を担うことにより分析的言語に近づいている。"He travelled by hovercraft on the sea." を例にとれば、文全体としては孤立語的である。しかし、travelled と hovercraft はそれぞれ2つの形態素からなる単語であり、総合的言語としての側面を保っている。ブルガリア語も他のスラヴ語と異なり、格変化などを失って分析的性格を強めている。これらの言語では言語接触が分析化の一つの原動力になったと考えられる。
ロマンス語も、元になったラテン語（代表的な総合的言語）と異なり、分析化が進んでいる。これは言語接触とはほとんど関係なく、ラテン語自体の変化による。
日本語は上のような動詞の活用・助動詞などの結合が多い点で、総合的言語といえる。また「東京特許許可局」のような単語を一単語とみなせば、名詞の総合性も高いと言える。
フィンランド語などのウラル語はほとんどの単語が複数の形態素から構成され、さらに総合性が高い。
アイヌ語、エスキモー語、アメリカ先住民の言語の多くはさらに構成が進み、文に相当する内容が1単語として表現され、これらは複総合的言語（抱合語と呼ぶこともある）という。